# حزب التيار الديمقراطي
حزب التيار الديمقراطي (بالفرنسية: Courant démocrate)‏ هو حزب سياسي تونسي تأسس في 30 ماي 2013 من قبل محمد عبو، الذي كان قبل سنة وزير معتمد لدى رئيس الحكومة مكلف بالإصلاح الإداري في حكومة حمادي الجبالي، وهو كذلك أمين عام سابق لحزب المؤتمر من أجل الجمهورية.

في 15 أكتوبر 2017، تم توقيع بروتوكول انصهار بين التحالف الديمقراطي والتيار الديمقراطي، أصبح محمد بن مبروك الحامدي بمقتضاه نائب أمين عام التيار الديمقراطي.
أجرى الحزب مؤتمره الوطني الثالث في الفترة بتاريخ 28 - 29 - 30 أفريل 2023 والذي أفرز إنتخاب نبيل حجي للأمانة العامة و تغييرات على مستوى المكتب السياسي والمجلس الوطني للتيار.

## الخط السياسي للحزب
يعتبر التيار الديمقراطي نفسه حزبا إجتماعيا ديمقراطيا، "يدعو إلى نظام يقوم على العدالة الاجتماعيّة والتّوزيع العادل للثّروة، ويضمن مجانيّة التّعليم للجميع والتّغطية الصحيّة لكلّ الفئات، و يكفل المبادرة الخاصّة والملكيّة الفرديّة والمنافسة الحرّة مع اضطلاع الدولة بدور تعديلي وبالاستثمار العمومي والمحافظة على الملكية العمومية للقطاعات الحيويّة و تأهيل القطاع العام".
على مستوى الموقف من الديمقراطية وحقوق الانسان يعلن الحزب ما يلي:
- ضمان حقوق الإنسان في كونيّتها وشموليّتها ويؤمن بأنّ للحريّات حدودا ضروريّة في المجتمعات الديمقراطيّة توضع لحماية حقوق الغير والأمن العامّ والصحة العامّة
- لدّولة الدّيمقراطيّة تضمن لمواطنيها ممارسة حقوقهم وحريّاتهم، وتعمل على فرض سلطة القانون على الجميع.
- الدولة الدّيمقراطية تكرّس مبدأ المساواة بين المواطنين بقطع النّظر عن انتمائهم الجهوي أو الدّيني أو العرقي أو النّوعي، وتعمل على دعم مشاركة المرأة في مراكز القرار على أساس الكفاءة .

اما على مستوى العمل الجمعياتي يدعو التيار حسب وثيقة هويته وخطه السياسي إلى تشجيع العمل الجمعياتي ويدعو لحماية استقلاليته عن التوظيف الحزبي

## هياكل الحزب

### الأمانة العامة

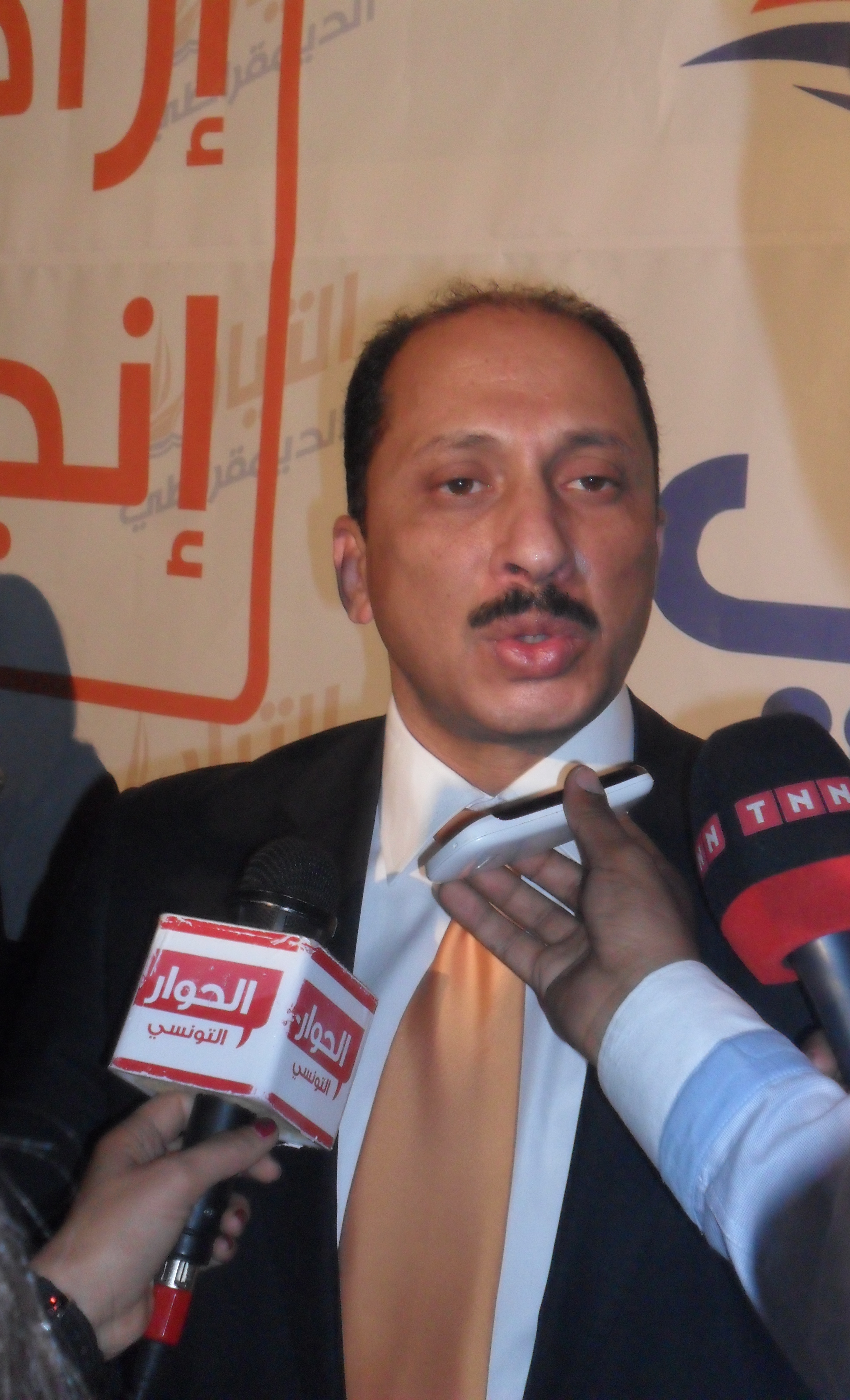
محمد عبو، مؤسس الحزب وأمينه العام السابق

- محمد عبو، مؤسس الحزب وأمينه العام السابقنبيل الحجي[6]

### نائب الأمين العام
- محمد بن مبروك الحامدي

### المكتب التنفيذي
يتكون المكتب التنفيذي من 8 أعضاء:
| - محمد شكيب بوڨطف (الرئيس) - نجاة العبيدي - أشرف الجبري - عصام الدين الراجحي - هيثم الجماعي | - شكري اليحياوي - المنجي واردة - إلياس الهنداوي - أحمد البهلول - عصام الدين الطرابلسي |

### المكتب السياسي
أفرز المؤتمر الوطني الثالث لحزب التيار الديمقراطي في أفريل 2023 عن إنتخاب مكتب سياسي جديد يتكون من:
| الإسم واللقب       | السن   | المهنة                      |
| ------------------ | ------ | --------------------------- |
| واصل الحجلاوي      | 30 سنة | مهندس                       |
| وسيم الحمادي       | 25 سنة | مهندس                       |
| أسماء بن قاسم      | 40 سنة | لوجيستيكي في النقل والتوزيع |
| أشرف جبري          | 34 سنة | خبير محاسب                  |
| زياد الغناي        | 32 سنة | مهندس                       |
| أحمد البهلول       | 43 سنة | صاحب مؤسسة خاصة             |
| بلقاسم بن جدو      | 38 سنة | مهندس                       |
| أمل سعيدي          | 35 سنة | أستاذة                      |
| معاوية بن مسعود    | 30 سنة | مهندس                       |
| محمد رمزي بن عثمان | 38 سنة | إطار بنكي                   |
| أميمة بن عبد الله  | 24 سنة | طالبة                       |
| أنور بن الشاهد     | 42 سنة | مهندس                       |
| محمد بوعلاق        | 38 سنة | مهندس                       |
| بثينة القربي       | 43 سنة | معلمة                       |
| طارق القسنطيني     | 23 سنة | طالب                        |
| امحمد بونني        | 75 سنة | متقاعد                      |
| وردة عطية          | 52 سنة | مهندسة                      |
| طارق بن حسن        | 33 سنة | مهندس                       |
| محمد أمين قايدي    | 33 سنة | مهندس                       |
| مروى جراي          | 33 سنة | طالبة دكتوراه               |

### المجلس الوطني
مجدي بن غزالة رئيس المجلس الوطني.

يتكون المجلس الوطني من 133 عضو.

### المكتب الوطني للطلبة
المكتب الوطني للطلبة وهو الهيكل الوطني المسؤول عن تيار الطلبة الديمقراطيين الفصيل الطلابي لحزب التيار الديمقراطي

## معطيات مالية

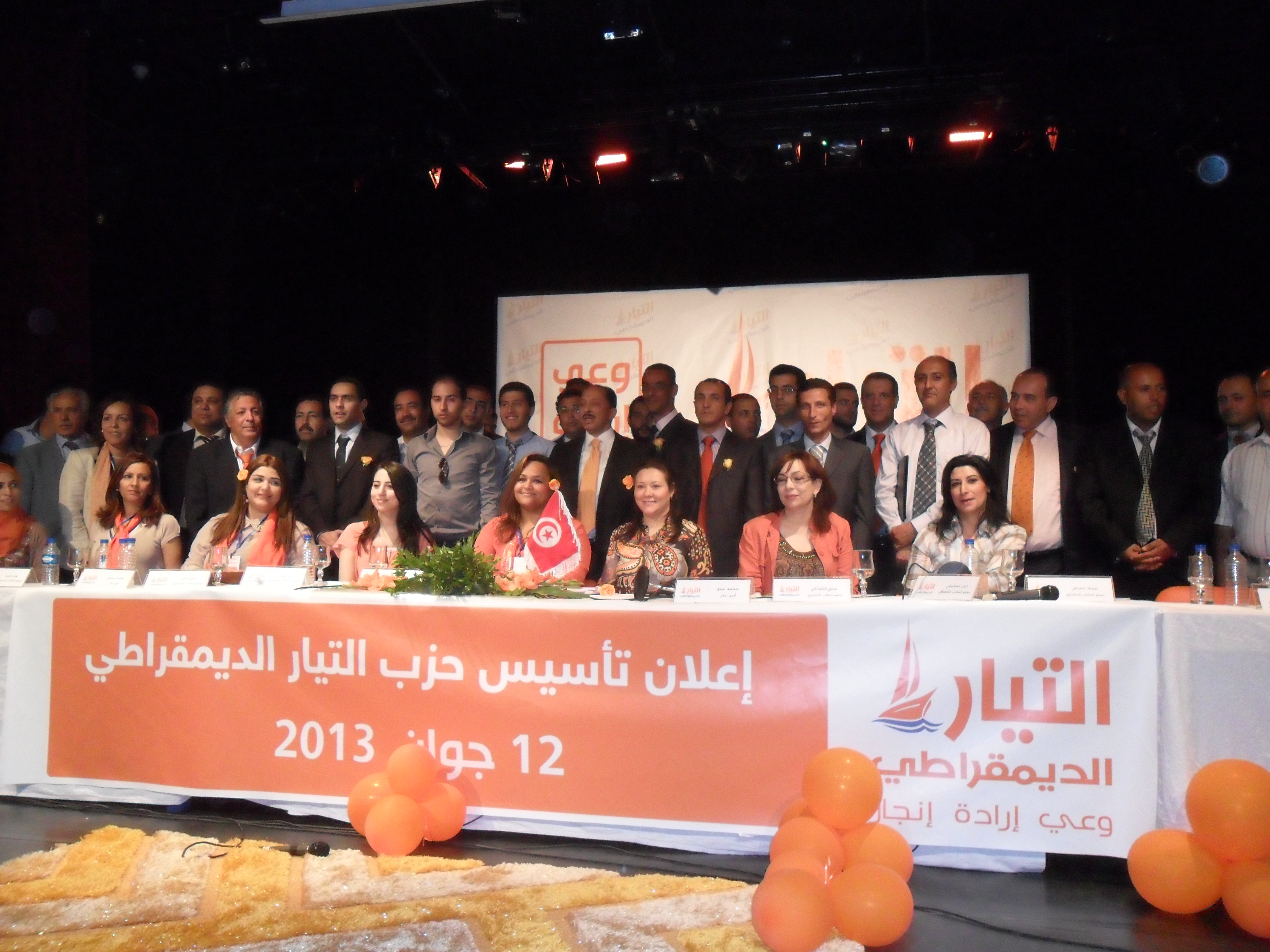
قياديي حزب التيار الديمقراطي أثناء مراسم إطلاق حزبهم.

يقوم حزب التيار الديمقراطي دوريا بنشر مداخيله ومصارفيه وتبرعاته على موقعه الرسمي تحت قسم «من أين لنا هذا؟»:

في 2013، بلغت التبرعات العينية 9158 دينار تونسي، والتبرعات المادية 607 25 دينار تونسي. 

في 2014، بلغت التبرعات والمداخيل في الثلاثي الأول 453 27 دينار تونسي، والثلاثي الثاني 044 42 دينار تونسي، والثلاثي الثالث 936 50 دينار تونسي، والثلاثي الرابع 286 58 دينار تونسي. 

في 2015، بلغت التبرعات والمداخيل الجملية 615 59 دينار تونسي.
في 2016 بلغت التبرعات والمداخيل الجملية 76080 دينار تونسي.
في 2017 بلغت التبرعات والمداخيل الجملية 104355.667 دينار تونسي.
في 2018 بلغت التبرعات والمداخيل الجملية 140200,890 دينار تونسي.
و منذ سنة 2018 لم ينشر حزب التيار الديمقراطي تقاريره المالية مثل السنوات التي سبقته، كما نصص تقرير محكمة المحاسبات الصادر في سنة 2020 تحت عنوان «نتائج مراقبة تمويل الحملات الإنتخابية للإنتخابات الرئاسية السابقة لأوانها والانتخابات التشريعية لسنة 2019 ومراقبة مالية الأحزاب» على وجود العديد من الإخلالات المالية المتعلقة بالإنتخابات ومالية الحزب والآتي بعض الأمثلة:
- عدم شمولية الحسابية التأليفية الجامعة المتعلقة بحزب التيار الديمقراطي، مما يضفي ضبابية على وضع الحزب المالي.[21]
- عدم إلتزام حزب التيار الديمقراطي بمسك دفاتر المحاسبة.[21]
- تأخير مستمر في إعداد الدفاتر المحاسبية لسنة 2019 وتبريره بـ «بتغيير مكتب المحاسبة وصعوبة تسليم الوثائق المحاسبية بين المكتب القديم والمكتب الجديد متعهدا بتقديمها في أقرب الآجال».[21]
- لم يتول الحزب مسك الدفتر اليومي ودفتر الحسابات ودفتر الجرد للسنة المالية 2019 كما لم يتم إلى غاية موفى شهر ماي 2020 الشروع في تجميع الوثائق والمستندات المتعلقة بالعمليات المنجزة قبضا وصرفا.[21]
- خلافا لأحكام الفصل 143 من مجلة الشغل لا يمسك حزب التيار الديمقراطي بصفته مؤجرا بطاقات الخلاص للأعوان المتعاقدين معه تضبط مقدار الأجر الخام المستحق من طرف كل عون ونوع ومبلغ عمليات الخصم المجراة على الأجر الخام ومقدار الأجر الصافي الذي تقاضاه العون فعلا وتاريخ دفع الأجر. كما يقتضي الفصل 144 من نفس المجلة إعداد المؤجر لكشف شهري في الأجور يتم على ضوئه ضبط مبالغ الاقتطاعات بعنوان كل من المساهمات الاجتماعية والضريبة على دخل الأشخاص الطبيعيين.[21]

## الأداء الإنتخابي

### انتخابات رئاسية
| تاريخ الانتخابات | مرشح الحزب | الأصوات | الأصوات | الأصوات |
| تاريخ الانتخابات | مرشح الحزب | العدد   | %       | الترتيب |
| ---------------- | ---------- | ------- | ------- | ------- |
| 2019             | محمد عبو   | 122 287 | 3.63%   | العاشر  |

### انتخابات تشريعية
| تاريخ الانتخابات | قائد الحزب | الأصوات | الأصوات | المقاعد  | المقاعد | المقاعد | النتيجة                                             |
| تاريخ الانتخابات | قائد الحزب | العدد   | %       | العدد    | ±       | الترتيب | النتيجة                                             |
| ---------------- | ---------- | ------- | ------- | -------- | ------- | ------- | --------------------------------------------------- |
| 2014             | محمد عبو   | 762 65  | 1.93%   | 3 / 217  | ---     | السابع  | في المعارضة                                         |
| 2019             | محمد عبو   | 464 183 | 6,42%   | 22 / 217 | ▲19     | الثالث  | ضمن الائتلاف الحاكم. حكومة إلياس الفخفاخ (منذ 2020) |

### انتخابات بلدية
| تاريخ الانتخابات | قائد الحزب   | الأصوات | الأصوات | المقاعد     | المقاعد | المقاعد |
| تاريخ الانتخابات | قائد الحزب   | العدد   | %       | العدد       | ±       | الترتيب |
| ---------------- | ------------ | ------- | ------- | ----------- | ------- | ------- |
| 2018             | غازي الشواشي | 619 75  | 4.9%    | 205 / 7٬212 | ---     | الثالث  |

## مقالات ذات صلة
- المؤتمر من أجل الجمهورية
- محمد عبو وسامية عبو

## روابط خارجية
- الموقع الرسمي لحزب التيار الديمقراطي.